# 룽탄구 (지린시)

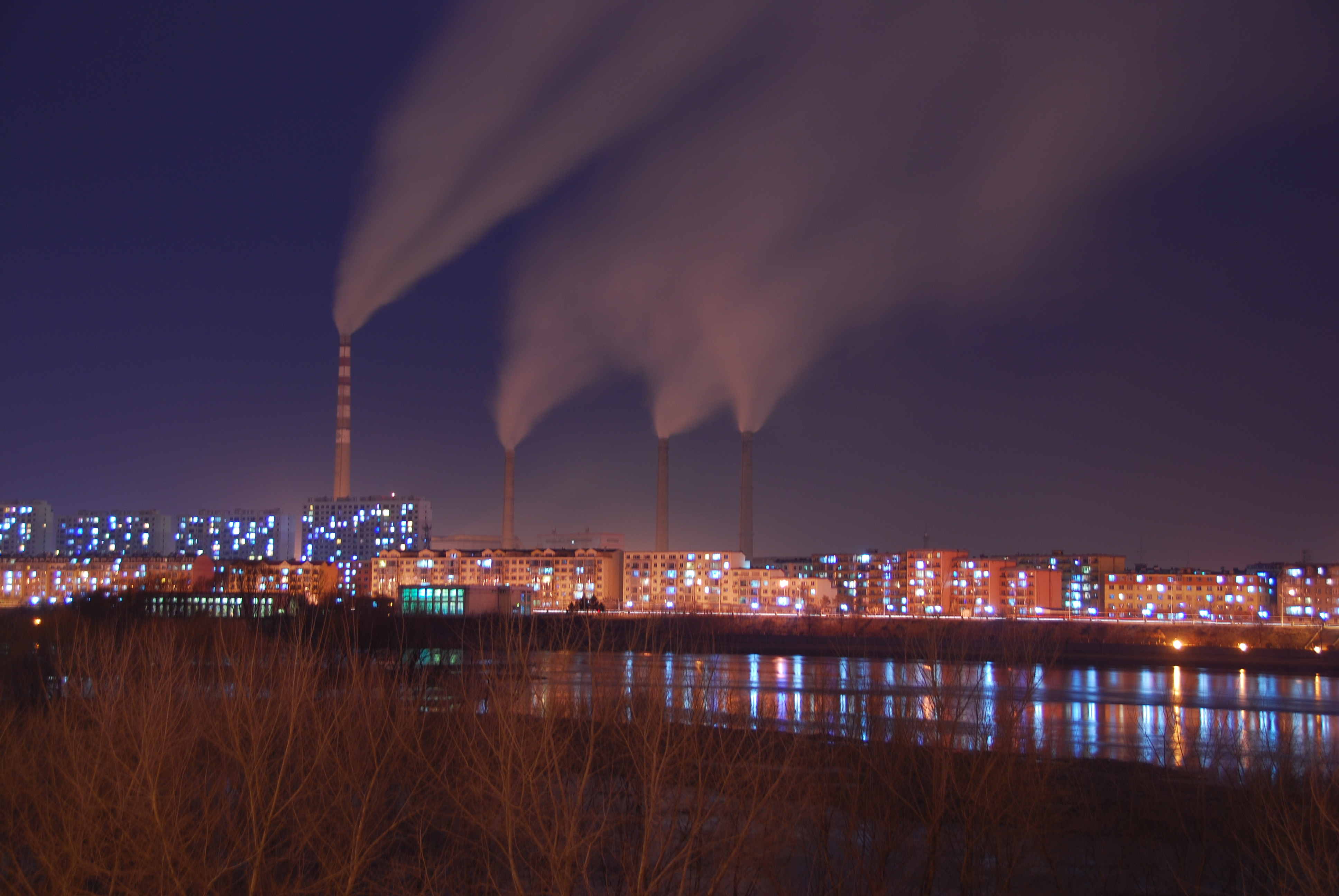

룽탄구(한국어: 용택구, 중국어: 龙潭区, 병음: Lóngtán Qū)는 중화인민공화국 지린성 지린시의 행정구역이다. 넓이는 1209km2이고, 인구는 2007년 기준으로 490,000명이다.

## 행정 구역
12개 가도, 3개 향을 관할한다.
- 가도: 遵义街道, 龙潭街道, 新安街道, 龙华街道, 汉阳街道, 泡子沿街道, 靠山街道, 山前街道, 新吉林街道, 土城子街道, 铁东街道, 榆树街道.
- 향: 金珠乡, 江北乡, 龙潭乡.